# Marpaps
Marpaps – miejscowość i gmina we Francji, w regionie Nowa Akwitania, w departamencie Landy.
Według danych na rok 1990 gminę zamieszkiwało 120 osób, a gęstość zaludnienia wynosiła 18 osób/km² (wśród 2290 gmin Akwitanii Marpaps plasuje się na 1056. miejscu pod względem liczby ludności, natomiast pod względem powierzchni na miejscu 1305.).